# 흰꼬리누
흰꼬리누(White-tailed gnu)는 검은누(Black wildebeest)라고도 불리며, 두 가지 밀접하게 관련된 누속 중 하나이다. 이 종은 소과에 속하며, 1780년 에버하르트 아우구스트 빌헬름 폰 짐머만에 의해 처음 묘사되었다. 흰꼬리누는 일반적으로 머리와 몸통 길이가 170~220cm이고, 일반적인 몸무게는 110~180kg이다. 수컷은 어깨 길이가 약 111~121cm이고 암컷의 키는 106~116cm이다. 흰꼬리누는 하얗고 길고 말처럼 생긴 꼬리가 특징이다. 또한 짙은 갈색에서 검은색 털을 가지고 있으며, 앞다리 사이와 배 아래에는 길고 어두운 색의 털이 있다.
흰꼬리누는 초식 동물이며 거의 모든 식단이 풀로 구성되어 있다. 물은 필수적인 요소이다. 세 가지 뚜렷한 사회적 그룹은 암컷 무리, 총각 무리, 그리고 세력 권세의 습성을 갖는 수컷이다. 이들은 빠른 달리기를 하며 다양한 시각적 및 음성적 커뮤니케이션을 통해 의사소통을 한다. 흰꼬리누의 주요 번식기는 2월부터 4월까지이다. 한 마리의 새끼는 보통 약 8개월에서 1/2개월의 임신 기간을 거쳐 태어난다. 새끼는 1년 후 다음 새끼가 태어날 때까지 어미와 함께 있다. 흰꼬리누는 탁 트인 평야, 초원, 카루 관목지대에 서식한다.
아프리카 남부에 고유한 흰꼬리누의 자연 개체군은 해충으로 유명하고 가죽과 고기의 가치로 인해 19세기에 거의 완전히 멸종되었지만, 레소토, 에스와티니, 남아프리카 공화국 대부분의 개인 지역과 자연 보호구역에서 포획된 표본에서 널리 다시 도입되었다. 이 종은 나미비아와 케냐에서도 자연 서식 범위 밖으로 도입되었다.

## 진화
흰꼬리누는 현재 검은꼬리누와 같은 속에 포함되어 있다. 항상 그런 것은 아니며, 한때는 자체적으로 누속에 속하기도 했다. 흰꼬리누 계통은 플라이스토세 중후반에 검은꼬리누에서 갈라져 약 백만 년 전에 별개의 종이 된 것으로 보인다. 이러한 진화는 지질학적 시간 척도에서 매우 최근의 일이다.
현대 흰꼬리누의 뿔과 넓은 두개골과 같은 영역을 방어하는 데 필요한 특징들이 그들의 화석 조상에서 발견되었다. 가장 초기에 알려진 화석 유적은 프리스테이트주 코넬리아의 퇴적암에 있으며 약 80만 년 전으로 거슬러 올라간다. 발강 퇴적물에서도 화석이 보고되었지만, 코넬리아에서 발견되는 것만큼 오래되었는지 여부는 불분명하다. 흰꼬리누의 뿔은 남아프리카 공화국의 허먼스 근처 모래 언덕에서 발견되었다. 이는 기록된 종의 범위를 훨씬 넘어서는 것이며, 이 동물들은 카루에서 그 지역으로 이주했을 가능성이 있다.

## 묘사

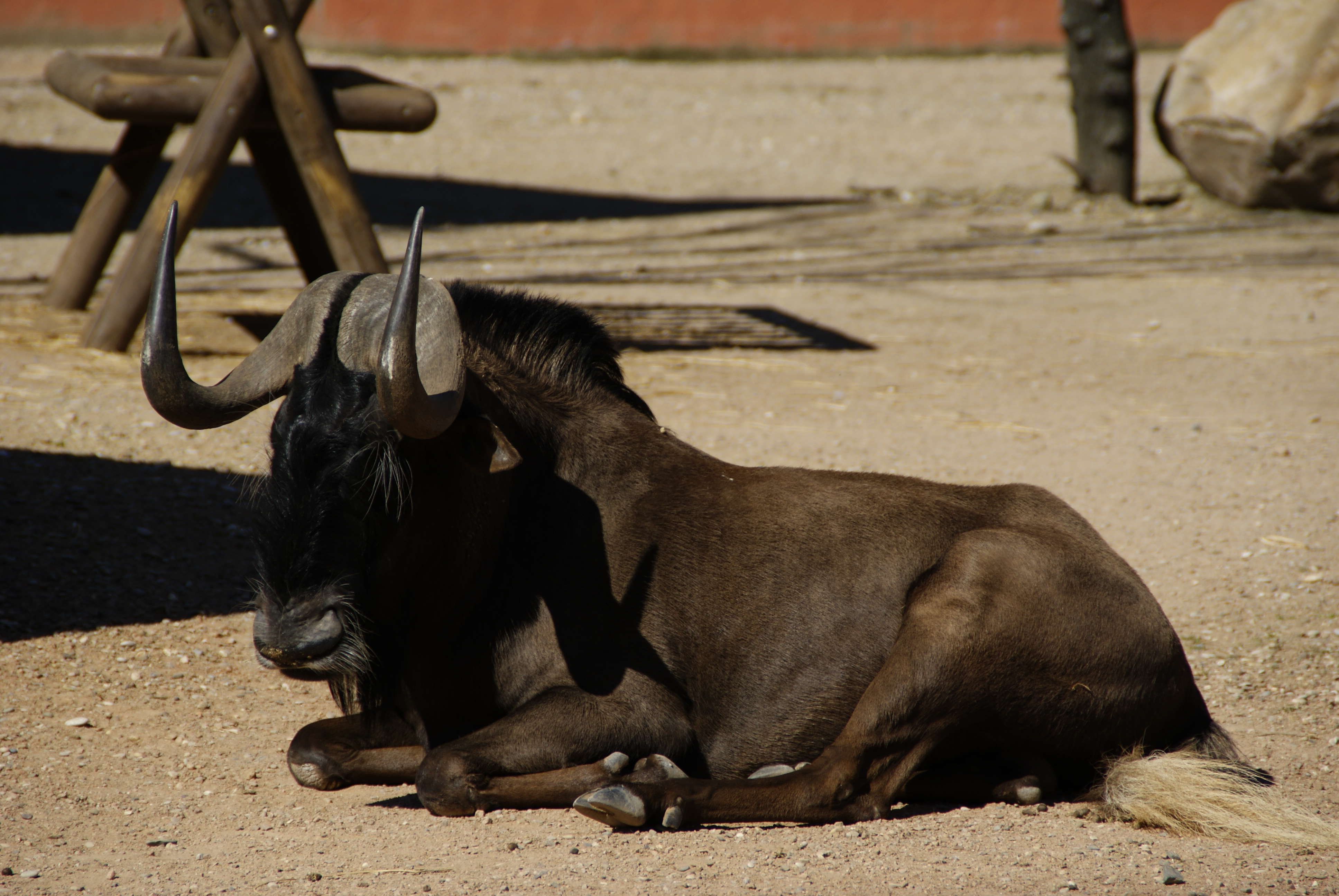
흰꼬리누는 앞으로 구부러진 뿔을 가지고 있다.

흰꼬리누는 성적 이형성이며 암컷이 수컷보다 짧고 날씬하다. 머리와 몸통 길이는 일반적으로 170~220cm이다. 수컷은 어깨에서 약 111~121cm, 암컷은 106~116cm에 달한다. 수컷은 일반적으로 140~157kg, 암컷은 110~122kg이다. 암수 모두에서 구별되는 특징은 꼬리로, 길고 말과 비슷하다. 밝은 흰색은 이 동물에게 "흰꼬리누"라는 토착어 이름을 부여하고, 검은 꼬리를 가진 검은꼬리누와 구별된다. 꼬리의 길이는 80~100cm이다.
흰꼬리누는 짙은 갈색 또는 검은색 털을 가지고 있으며, 여름에는 약간 더 창백하고 겨울에는 더 거칠고 덥수룩하다. 새끼는 털이 덥수룩하고 황갈색 털을 가지고 태어난다. 수컷은 암컷보다 더 어둡고, 이들은 검은꼬리누처럼 목 뒤쪽에서 올라오는 덥수룩하고 어두운 끝을 가진 갈기를 가지고 있다. 이 털을 구성하는 털은 흰색 또는 크림색이며 어두운 끝을 가지고 있다. 입마개와 턱 아래에는 검은 털이 있다. 또한 앞다리 사이와 배 아래에는 길고 어두운 색의 털이 있다. 다른 신체적 특징으로는 두꺼운 목, 평범한 등, 다소 작고 희미한 눈이 있다.
암수 모두 앞으로 구부러지는 강한 뿔을 가지고 있으며, 길이는 최대 78cm에 달한다. 뿔은 성숙한 수컷의 경우 넓은 밑부분을 가지고 있으며 평평하게 펴져 보호막을 형성한다. 암컷의 경우 뿔은 더 짧고 좁다. 암컷의 경우 3년 차에 완전히 발달하는 반면, 뿔은 4~5세 수컷의 경우 완전히 자란다. 흰꼬리누는 일반적으로 13개의 흉추를 가지고 있지만, 14개의 표본이 보고된 바 있으며, 이 종은 흉추 부위가 길쭉해지는 경향을 보인다. 향기샘은 눈 앞, 털 뭉치 아래, 앞발에 끈적끈적한 물질을 분비한다. 암컷은 두 개의 젖꼭지를 가지고 있다. 꼬리의 모양 차이 외에도 두 종의 누는 크기와 색이 다르며, 검은색이 파란색보다 작고 어둡다.
흰꼬리누는 외부 온도의 큰 변동에도 불구하고 체온을 작은 범위 내에서 유지할 수 있다. 이는 태양 복사조도에 대한 잘 발달된 방향성 행동을 보여주며, 덥고 그늘이 없는 서식지에서 번성하는 데 도움이 된다. 적혈구 수는 출생 시 높고 2~3개월까지 증가하는 반면, 백혈구 수는 출생 시 낮고 동물의 일생 동안 감소한다. 호중구 수는 모든 연령대에서 높다. 적혈구용적률과 헤모글로빈 함량은 출생 후 20~30일까지 감소한다. 이러한 모든 혈액학적 매개변수의 함량은 2~3개월이 되면 최고조에 달하며, 그 이후에는 점차 감소하여 가장 나이가 많은 개체에서 가장 낮은 값에 도달한다. 빠른 섬유질의 존재와 다량의 산소를 사용하는 근육의 능력은 흰꼬리누의 빠른 달리기 속도와 피로에 대한 높은 저항성을 설명하는 데 도움이 된다. 개체는 약 20년 정도 살 수 있다.

## 행동생태학

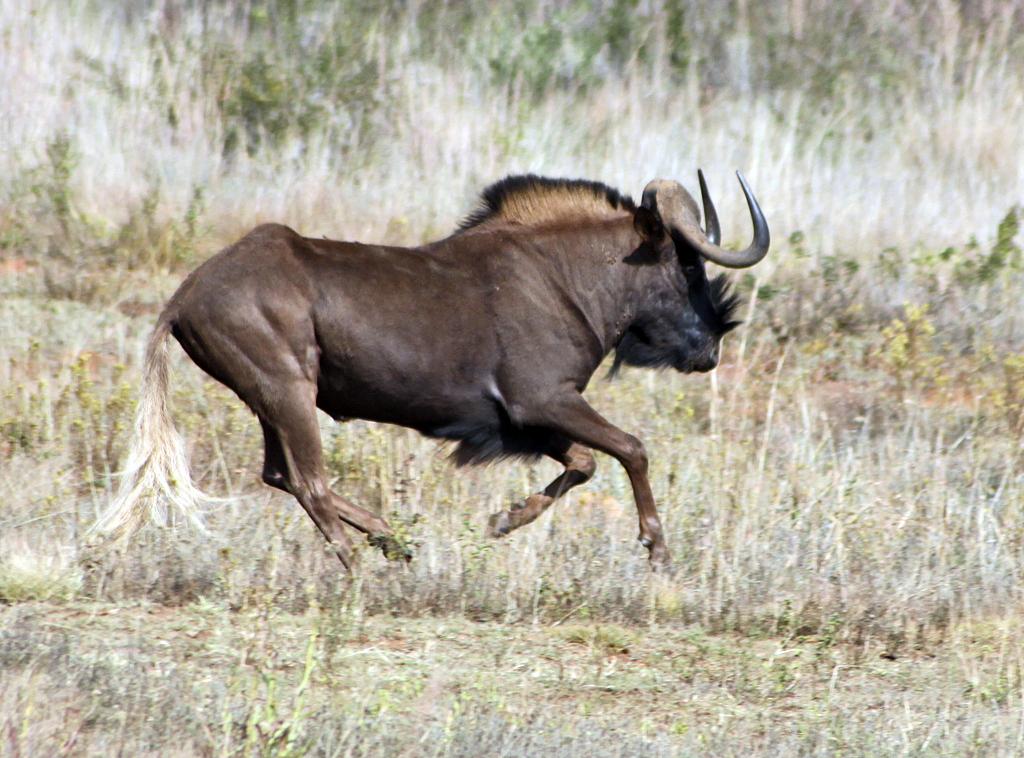
흰꼬리누는 시속 80km까지 달릴 수 있다.

흰꼬리누는 주로 이른 아침과 늦은 오후에 활동하며, 낮의 가장 더운 시간대에 쉬는 것을 선호한다. 이 동물들은 시속 80km의 속도로 달릴 수 있다. 사람이 무리에 몇 백 미터 이내로 접근하면 들쥐는 코웃음을 치고 짧은 거리를 달리다가 멈추고 뒤를 돌아보며, 더 접근하면 이 행동을 반복한다. 누는 플레멘이 감지한 페로몬과 여러 형태의 음성 커뮤니케이션을 통해 서로 소통한다. 그 중 하나는 금속 냄새 또는 메아리치는 "두꺼움"으로, 최대 1.5km 떨어진 곳에서도 들을 수 있다. 이들은 사자, 점박이하이에나, 아프리카들개, 표범, 치타, 나일악어의 먹이가 된다. 이 중 새끼는 주로 점박이하이에나의 표적이 되고 사자는 성체를 공격한다.
흰꼬리누는 세 가지 다른 그룹으로 구성된 복잡한 사회 구조를 가진 사교적 동물이다. 암컷 무리는 성체 암컷과 그들의 어린 개체들로 구성되어 있으며, 총각 무리는 일년생과 나이 든 수컷들로만 구성되어 있다. 무리당 암컷의 수는 일반적으로 14마리에서 32마리까지 다양하지만, 가장 밀도가 높은 개체군에서 가장 많으며 먹이 밀도가 높아질수록 증가한다. 암컷 무리의 구성원들 사이에는 강한 애착이 존재하며, 이들 중 많은 수가 서로 관련이 있다. 큰 무리는 종종 더 작은 그룹으로 나뉜다. 작은 새끼는 어미와 함께 지내지만, 다 큰 새끼는 무리 내에서 자신들만의 그룹을 형성한다. 이 무리들은 사회적 계층 구조를 가지고 있으며, 암컷들은 무리에 합류하려는 다른 무리들에게 다소 공격적이다. 어린 수컷은 일반적으로 출산 시즌이 시작되기 전에 어미에 의해 격퇴된다. 어미로부터 어린 송아지를 분리하는 것은 새끼 사망의 주요 원인이 될 수 있다. 일부 수컷 일년생들은 암컷 무리 내에 머무르는 반면, 다른 수컷들은 총각 무리에 합류한다. 이들은 일반적으로 느슨한 연관성을 가지고 있으며, 암컷 무리와 달리 개체들은 서로에게 큰 애착을 갖지 않다. 암컷 무리와 총각 무리의 또 다른 차이점은 수컷의 공격성이 적다는 점이다. 이 총각 무리는 이용 가능한 서식지에서 널리 이동하며, 세력 권세의 습성을 갖는 수컷으로서 성공하지 못한 수컷들을 위한 피난처 역할을 하며, 미래의 번식 수컷들을 위한 보호구역으로도 사용된다.

### 먹이

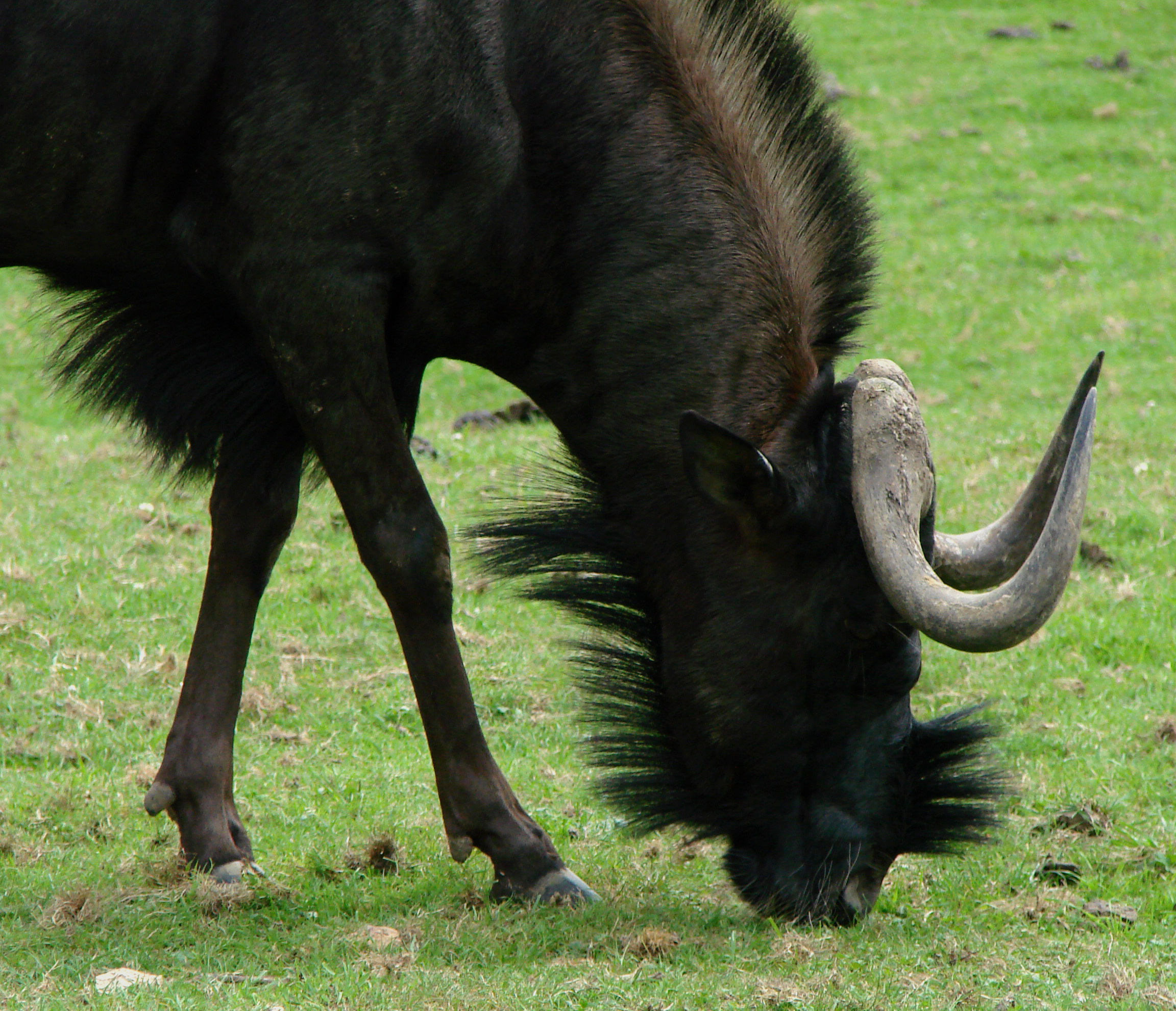
흰꼬리누는 주로 방목자이다.

흰꼬리누는 주로 풀을 뜯는 동물로, 짧은 풀을 선호하지만, 특히 풀이 부족할 때는 다른 허브와 관목을 먹기도 한다. 관목은 식단의 37%까지 구성할 수 있지만, 풀은 보통 90% 이상을 형성한다.  물은 필수적이지만, 매일 물을 마시지 않고도 존재할 수 있다. 무리는 줄을 지어 또는 느슨한 무리를 지어 풀을 뜯으며, 이동할 때 보통 한 줄로 걷는다. 황로는 종종 털에 숨겨져 있거나 움직임에 방해를 받는 곤충을 골라 먹는다.
유럽인들이 이 지역에 도착하기 전에는 누가 널리 돌아다녔는데, 아마도 비가 내리고 좋은 먹이를 구할 수 있었기 때문일 것이다. 그들은 검은꼬리누만큼 광범위한 이동을 한 적은 없었지만, 한때 드라켄즈버그산맥을 넘어 가을에 동쪽으로 이동하며 좋은 목초지를 찾았다. 그런 다음 봄에 높은 지대로 돌아와 고구마와 카루 식물이 풍부한 서쪽으로 이동했다. 또한 발 강 북쪽에서 발견된 풀이 성숙하여 입맛에 맞지 않게 되면서 누는 어린 새싹만 먹는다. 현재 거의 모든 흰꼬리누 보호구역이나 농장에 있으며 이동 범위는 제한되어 있다.
그늘이 없는 서식지에 사는 여러 암컷 흰꼬리누의 먹이 활동에 대한 연구에서 그들은 주로 밤에 먹이를 먹었다. 이들은 1년 동안 일정한 간격으로 관찰되었으며, 기온이 상승함에 따라 밤에 먹이를 먹는 누의 수도 증가했다. 서늘한 날씨에는 누워서 쉬지만 더운 날씨에는 서서 휴식을 취했다.

### 번식
수컷 흰꼬리누는 3세에 성적 성숙하지만 사육 상태에서는 더 어린 나이에 성숙할 수 있다. 암컷은 처음 발정기에 들어서 1년생 또는 2년생으로 번식한다. 1년에 한 번만 번식한다.
지배적인 수컷 흰꼬리누는 암컷의 하렘을 가지고 있으며 다른 수컷이 짝짓기를 하지 못하도록 한다. 번식기는 우기가 끝날 때 이루어지며 2월에서 4월 사이에 몇 주 동안 지속된다. 수컷은 암컷 중 한 마리가 발정기에 접어들면 암컷에게 집중하여 여러 번 짝짓기를 한다. 이때 수컷의 성적 행동에는 낮게 뻗기, 귀 아래로 내리기, 암컷의 외음부 냄새 맡기, 의식적인 배뇨 수행, 암컷의 엉덩이에 턱을 만지는 등이 포함된다. 동시에 암컷은 꼬리를 위쪽 (때때로 수직으로)으로 유지하거나 수컷의 얼굴을 가로질러 꼬리를 휘두른다. 짝짓기 후 보통 분리되지만 암컷은 이후 짝을 따라다니며 주둥이로 엉덩이를 만지기도 한다. 번식기 동안 수컷은 방목하는 데 시간이 거의 없기 때문에 상태를 잃다. 수컷은 다른 수컷을 타는 것으로 알려져 있다.
임신 기간은 약 8.5개월 동안 지속되며, 그 후 새끼 한 마리가 태어난다. 분만 중인 암컷은 암컷 무리에서 벗어나지 않고 누워서 다시 일어나기를 반복한다. 출산은 보통 암컷이 누워 있을 때 짧은 풀밭이 있는 지역에서 이루어진다. 출산 직후 바로 일어나 탯줄이 끊어지고 출산 후 새끼를 힘차게 핥으며 씹는다. 지역적인 차이에도 불구하고 약 80%의 암컷이 우기가 시작된 후 2~3주 (11월 중순부터 12월 말까지) 이내에 새끼를 출산한다. 유럽 동물원에서 사육 중인 누 사이에서도 계절적 번식이 보고된 바 있다. 쌍둥이 출산은 보고된 바 없다.

## 분포 및 서식지
흰꼬리누는 남아프리카가 원산지이다. 그 역사적 범위에는 남아프리카 공화국, 에스와티니, 레소토가 포함되어 있었지만, 후자의 두 나라에서는 19세기에 사냥으로 멸종되었다. 현재는 그곳에 다시 도입되어 나미비아에도 도입되어 잘 자리 잡았다.
흰꼬리누는 가파른 산악 지역과 낮고 기복이 있는 언덕의 개방된 평원, 초원, 카루 관목지대에 서식한다. 이 지역의 고도는 1,350~2,150m로 다양하다. 무리는 종종 이동성 또는 유목성이며, 그렇지 않으면 일정한 서식 범위가 1km2 일 수 있다. 암컷 무리들은 약 250에이커의 서식지를 돌아다닌다. 과거에는 건조한 겨울철에는 하이펠트의 온대 초원에서, 비가 내리는 동안에는 건조한 카루 지역에서 흰꼬리누가 발견되었다. 그러나 이들은 은신처를 찾기 위해 대규모로 사냥을 하다가 역사적인 범위에서 사라졌고, 현재는 주로 남부 아프리카의 사냥 농장과 보호구역으로 제한되어 있다. 대부분의 보호구역에서 흰꼬리누는 블레복과 스프링복과 서식지를 공유한다.